# Bernhard Friedrich von Wackerhagen
Bernhard Friedrich Wackerhagen, ab 1734 von Wackerhagen, (* 23. Mai 1694 in Zorge; † 14. Juli 1747 in Dessau) war ein anhalt-dessauischer Oberforstmeister und Rittergutsbesitzer, der für seine Verdienste durch den Kaiser in den rittermäßigen Adelsstand für das Reich und die Erblande erhoben wurde.

## Herkunft, Familie und Berufsstand
Wackerhagen entstammte einer Familie von Beamten und Pastoren, die dem allmählich entstehenden Bildungsbürgertum zuzurechnen ist. Sein Urgroßvater Julius Wilhelm Wackerhagen (1575–1662) war Pastor und Vikar des Stifts St. Blasii in Braunschweig. Von dessen Söhnen wurde der erste Pastor in Dransfeld und Einbeck (Johann Wilhelm Wackerhagen, 1619–1660) und Vater von Johann Friedrich Wackerhagen, der als Amtmann in Walkenried tätig war. Aus dessen Ehe mit Anna Eleonore Grofe aus Elbingerode stammte der Sohn Bernhard Friedrich Wackerhagen.
Er wuchs ab 1704 auf dem Gut Agnesdorf im Harz auf, das sein Vater erworben hatte. Als dieser 1717 starb, fiel das Gut, da es sich um ein Erblehen handelte, an ihn und seine Mutter und Geschwister. 
Bernhard Friedrich Wackerhagen kaufte 1721 den altschriftsässigen Schloss- und Gutsbesitz Oberpöllnitz und Mittelpöllnitz nebst Zugehörungen, wie Mühlpöllnitz, Adelsschäferei Geheege, Wittchenstein, Lehnsleute in Döblitz, Zwackau, mit Gerichten, Jagden, Lehen, Fronen, Zinsen etc. Aufgrund seiner hohen Schuldenlast gab er den Besitz jedoch gleich an seine Mutter weiter, die Witwe Anna Eleonora Wackerhagen (geb. 1672). Sie verkaufte den Besitz 1729 an ihren Schwiegersohn Johann Julius von Jobin (1695–1757).
Bernhard Friedrich griff 1737 zu einer List und beantragte, ohne die Ansprüche der weiblichen Miterben zu berücksichtigen, die Alleinbelehnung mit dem Gut Agnesdorf bei der Lehnskanzlei des Herzogs von Sachsen-Weißenfels und erhielt diese auch im Jahre 1737. In diesem Zusammenhang erreichte Bernhard Friedrich Wackerhagen auch die Verleihung der Kanzleischriftsässigkeit an das Gut Agnesdorf. Dieses Rittergut war Bedingung für die Erhebung in den Reichsadelsstand, die Bernhard Friedrich Wackerhagen gegen Bezahlung der Sporteln für den Adelsbrief am 12. Juli 1734 beim Kaiser in Wien erreichte. Der geburtsmäßige Reichsadelsstand erfolgte am 22. Juni 1735 auch für seine Schwester Johanna Augusta (1702–1762), verheiratete von Jobin, und beide erhielten auch die kurfürstlich-sächsische Kanzleianerkennung durch Bescheid von 1736. Seine Mutter, die nicht in den Adelsstand erhoben wurde, verklagte 1737 ihren Sohn vor dem Appellationsgericht, da sie sich um ihr Eigentum am Gut Agnesdorf gebracht sah. Eine gütliche Einigung kam 1738 nicht zu Stande, so dass der Prozess sich über mehrere Jahre hinzog und Bernhard Friedrich von Wackerhagen letztendlich auf seine Ansprüche auf Agnesdorf zugunsten seiner Mutter verzichten musste, die das Gut ihrer Tochter Anna Eleonora verwitwete Walther aus Benneckenstein überließ.
Wackerhagen war verheiratet mit Luise Dorothee geb. Cramer (geb. 20. Oktober 1700 in Polleben). Aus der Ehe gingen mindestens zwei Söhne und eine Tochter hervor. Bernhard Friedrich von Wackerhagen starb nach Vollendung seines 46. Lebensjahres als anhalt-dessauischer Oberforstmeister in der Residenzstadt Dessau und wurde feierlich beigesetzt. Seine Nachkommen setzten das Adelsgeschlecht von Wackerhagen fort.